# أنجي فيليبس
أنجي فيليبس (بالإنجليزية: Angie Phillips)‏ هي عالمة أرصاد بريطانية، ولدت في القرن العشرين.